# ヴァレンティーナ・ディウフ
ヴァレンティーナ・ディウフ（Valentina Diouf, 1993年1月10日 - ）は、イタリアの女子バレーボール選手。ポジションはオポジット。イタリア代表。

## 来歴
2009年にセリエA2のClub Italiaに入団した。2011年にセリエA1のバレー・ベルガモに入団した。2010年にジュニア代表としてヨーロッパ選手権で金メダルを獲得すると、翌年にはペルーで開催された世界ジュニア選手権で初優勝を果たした。
シニア代表へは2013年からプレーし、同年5月のモントルーバレーマスターズでデビューした。同年8月のワールドグランプリではレギュラーに抜擢され、ファイナルラウンドにて110得点をあげるベストスコアラー部門1位となった。2014年、地元で開催された世界選手権で三大大会初出場を果たすと4位となった。2016年のリオ五輪の最終メンバーからは外れた。

## 球歴
- 世界選手権 - 2014年
- 欧州選手権 - 2013年
- ワールドグランプリ - 2013年、2014年、2015年、2016年

## 受賞歴
- 2015年 2014-15欧州チャンピオンズリーグ ベストオポジット賞
- 2017年 CEVカップ MVP

## 所属クラブ
- Club Italia （2009-2011年）
- バレー・ベルガモ （2011-2014年）
- FVブスト・アルシーツィオ（2014-2015年）
- LJ Volley（2015-2016年）
- FVブスト・アルシーツィオ（2016-2018年）
- Associação Vôlei Bauru（2018-2019年）
- KGC人参公社（2019-2021年）
- Bartoccini Fortinfissi Perugia（2021-2022年）
- ŁKSコマースコン・ウッチ（2022-）